# FK Spartak Moskva
Spartak Moskva (ryska: Спартак Москва, fullständigt namn: OAO Футбольный клуб Спартак-Москва, OAO Futbolnyj klub Spartak-Moskva) är en rysk fotbollsklubb, bildad 1922. Hemmamatcherna spelas på Luzjnikistadion, som har en publikkapacitet på 84 745 åskådare. Fotbollsklubben ägs av oligarken Leonid Fedun.
Spartak Moskva har vunnit tolv sovjetmästerskap, tio sovjetcupmästerskap.
Den mest titulerade fotbollsklubben i Ryska Premier League (RPL). 10 ligatitlar i Ryssland, 4-faldig vinnare av den ryska cupen, vinnare av den ryska supercupen, 6-faldig vinnare av Commonwealth Cup, semi -finalist i tre stora europeiska klubbturneringar (European Champions Cup, Winners Cup cups och UEFA Cup). Den bästa ryska klubben i Champions Leagues historia. Sedan sovjettiden har klichén "Spartak är ett folkslag" varit utbredd.
Ingår i de 20 mest populära klubbarna i Europa

## Historia
FK Spartak Moskvas historia går tillbaka till MKS som bildades 1921 och senare tog namnet Krasnaja Presnja. Grundare var Ivan Artemjev och i fotbollssektionen blev Nikolaj Starostin aktiv. Klubben växte och byggde en stadion. 1926 omorganiserades fotbollen i Sovjetunionen och klubben blev nu sponsrad av fackförbundet för livsmedelsarbetare. Därför har laget smeknamnet köttet (ryska: mjaso). Än idag lyder en av de populäraste hejaramsorna så här: ”Vilka är vi? – Köttet!”, ryska: ”Kto my? – Mjaso!”.
Nikolaj Starostin kom i nära kontakt med Aleksander Kosarev som var sekreterare i Komsomol som hade ett stort inflytande inom sporten. När Promkooperatsija bildades anställde Kosarev Starostin och dennes bröder för att skapa ett slagkraftigt lag. År 1935 togs namnet Spartak efter Spartacus.[källa behövs]

### Sovjetiska mästare
Tjecken Antonín Fivébr blev den första huvudtränaren i klubben. År 1936 startades det sovjetiska mästerskapet med Spartaks ärkerival FK Dynamo Moskva som segrare. Spartak vann nästkommande år. 
Under Stalins utrensningar drabbade det även Spartak. Nikolaj Starostin och hans bröder deporterades och återvände först 1954 under Nikita Chrustjovs avstalinisering. Nikolaj Starostin återtog då ledningen över Spartak. 
Efter andra världskriget hade klubben till en början svårt att hänga med och under en period dominerades ligan av Dynamo Moskva och TsDKA. År 1952 blev Spartak återigen mästare och kunde ta tillbaka till positionen som en av de ledande klubbarna. År 1956 utgjordes Sovjetunionens OS-guldlag till stora delar av Spartak-spelare. Lagkaptenen Igor Netto var även lagkapten i landslaget. År 1969 tog man återigen hem ligan. År 1976 åkte man ur förstadivisionen men kom tillbaka efter ett år. 1978 tog Konstantin Beskov över som tränare. Beskov kom från ärkerivalen Dynamo Moskva men kom att stanna tio år som Spartaktränare. 1979 blev man återigen mästare och radade upp andraplaceringar de kommande åren. Under 1980-talet blev Dynamo Kiev lagets stora kontrahent och lagen turades om att ta hem den sovjetiska ligan.

## UEFA-lag rankning 2020
| Rank | Land          | Lag                     | Poäng  |
| ---- | ------------- | ----------------------- | ------ |
| 81   | Italien       | Milan                   | 19.000 |
| 82   | Italien       | Fiorentina              | 19.000 |
| 83   | Nederländerna | AZ Alkmaar              | 18.500 |
| 84   | Ryssland      | Spartak Moskva          | 18.500 |
| 85   | England       | Wolverhampton Wanderers | 17.549 |
| 86   | England       | Burnley                 | 17.549 |
| 87   | England       | Everton                 | 17.549 |

### Luzjnikikatastrofen
Huvudartikel: Luzjnikikatastrofen
Den 20 oktober 1982 skedde en läktarkatastrof under en match i Uefacupen mot HFC Haarlem. Officiellt dog 66 människor i katastrofen. Senare har ett monument till minne av offren rests utanför Luzjnikistadion. 
År 1989 vann Spartak för sista gången det sovjetiska mästerskapet. Allting avgjordes när Valerij Sjmarov slog in en avgörande frispark mot Dynamo Kiev med bara sekunder kvar av matchen. När klubben påföljande säsong (1990–1991) var med i mästarcupen gjorde man sitt bästa resultat i europacupsammanhang när man nådde semifinalen efter att ha slagit ut Benfica och Real Madrid. I semifinalen åkte man ut mot Olympique Marseille.

### Dominans i ryska ligan
I den nya ligan i Ryssland blev Spartak det mest dominerade laget under 1990-talet. Under perioden 1992–2001 vann man ligan alla säsonger utom en. Man spelade återkommande i Champions League. Oleg Romantsev ledde laget och var även förbundskapten för det ryska landslaget under EM 1996 och VM 2002.
Under 2000-talet har klubben inte varit lika framgångsrik och tränare har bytts ut årligen. År 2008 blev Michael Laudrup ny chefstränare men dansken stannade inte ens ett år. Laget har en storsponsor i Lukoil som bidragit till att man tagit sig tillbaka till toppen igen.

## Meriter

### Titlar
Sovjetisk mästare
- Segrare (12): 1936 (höst), 1938, 1939, 1952, 1953, 1956, 1958, 1962, 1969, 1979, 1987, 1989

Rysk mästare
- Segrare (10): 1992, 1993, 1994, 1996, 1997, 1998, 1999, 2000, 2001, 2016–17
- 2-.a (6): 2005, 2006, 2007, 2009, 2011–12

Sovjetisk pokalsegrar
- Segrare  (10): 1938, 1939, 1946, 1947, 1950, 1958, 1963, 1965, 1971, 1992

 Ryska cupen
- Segrare (4): 1994, 1998, 2003, 2022
- 2:a (2): 1996, 2006

 Ryska supercupen
- Segrare (1): 2017

## Spelare

### Spelartrupp
| Nr | Land          | Pos | Namn              |
| -- | ------------- | --- | ----------------- |
| 4  | Paraguay      | F   | Alexis Duarte     |
| 5  | Ryssland      | F   | Leon Klassen      |
| 7  | Ryssland      | A   | Aleksandr Sobolev |
| 8  | Nigeria       | MF  | Victor Moses      |
| 9  | Senegal       | A   | Keita Baldé       |
| 10 | Nederländerna | A   | Quincy Promes     |
| 11 | Jamaica       | A   | Shamar Nicholson  |
| 13 | Polen         | F   | Maciej Rybus      |
| 14 | Ryssland      | F   | Georgij Dzjikija  |
| 17 | Ryssland      | MF  | Anton Zinkovskij  |
| 18 | Ryssland      | MF  | Nail Umjarov      |
| 20 | Portugal      | F   | Tomás Tavares     |
| 22 | Ryssland      | MF  | Michail Ignatov   |
| 23 | Ryssland      | F   | Nikita Tjernov    |

| Nr | Land      | Pos | Namn                 |
| -- | --------- | --- | -------------------- |
| 25 | Ryssland  | MF  | Danil Prutsev        |
| 31 | Ryssland  | MV  | Anton Sjitov         |
| 35 | Luxemburg | MF  | Christopher Martins  |
| 39 | Ryssland  | F   | Pavel Maslov         |
| 47 | Ryssland  | MF  | Roman Zobnin         |
| 51 | Ryssland  | A   | Artur Maksimtjuk     |
| 57 | Ryssland  | MV  | Aleksandr Selichov   |
| 68 | Ryssland  | F   | Ruslan Litvinov      |
| 70 | Ryssland  | F   | Pavel Meljosjin      |
| 82 | Ryssland  | MF  | Daniil Chlusevitj    |
| 87 | Ryssland  | MF  | Daniil Zorin         |
| 97 | Ryssland  | F   | Daniil Denisov       |
| 98 | Ryssland  | MV  | Aleksandr Maksimenko |